# بوداکاجیان
بوداکاجیان (نام علمی: Podocarpaceae) نام یک تیره از راسته کاج‌سانان است.